# فرنسيس آدامز (لغوي)
فرنسيس آدامز (بالإنجليزية: Francis Adams)‏ (و. 1796 – 1861 م) هو لغوي، ومترجم، وطبيب من المملكة المتحدة لبريطانيا العظمى وأيرلندا، ومملكة بريطانيا العظمى، توفي عن عمر يناهز 65 عاماً.